# Gara Băile Herculane

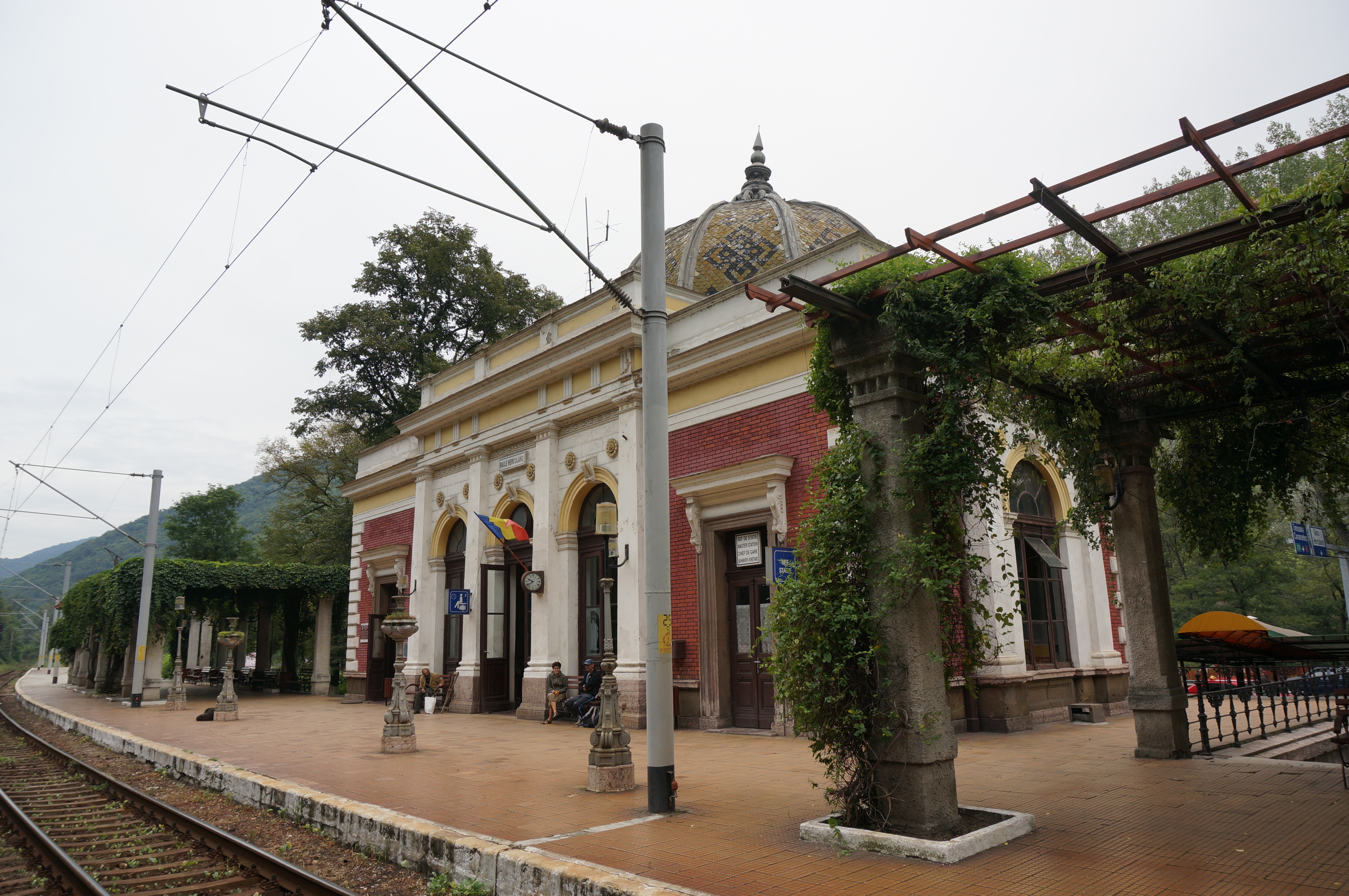
Peronul gării, cu cele două pergole acoperite cu vegetaţie densă

Gara din Băile Herculane este un monument istoric aflat pe teritoriul orașului Băile Herculane.
Clădirea a fost construită între 1878 și 1886 după planurile arhitectului A.D. Serres, fiind o reproducere a castelului de vânătoare al împărătesei Maria Terezia a Austriei, din apropierea Vienei. Edificiul în stil baroc nu a fost gară de la început, ci a fost casa de vânătoare a împăratului Franz Joseph al Austriei (1830-1916).
Gara se află pe Magistrala CFR 900, care leagă stațiile București Nord și Timișoara Nord (Iosefin).